# الپنا (آرکانزاس)
الپنا، ارکانساس (به انگلیسی: Alpena, Arkansas) یک منطقهٔ مسکونی در ایالات متحده آمریکا است که در آرکانزاس واقع شده‌است.

## خصوصیات
الپنا ۳٫۵ کیلومترمربع مساحت و ۳۹۲ نفر جمعیت دارد و ۳۴۸ متر بالاتر از سطح دریا واقع شده‌است.